# Römisch-chinesische Beziehungen

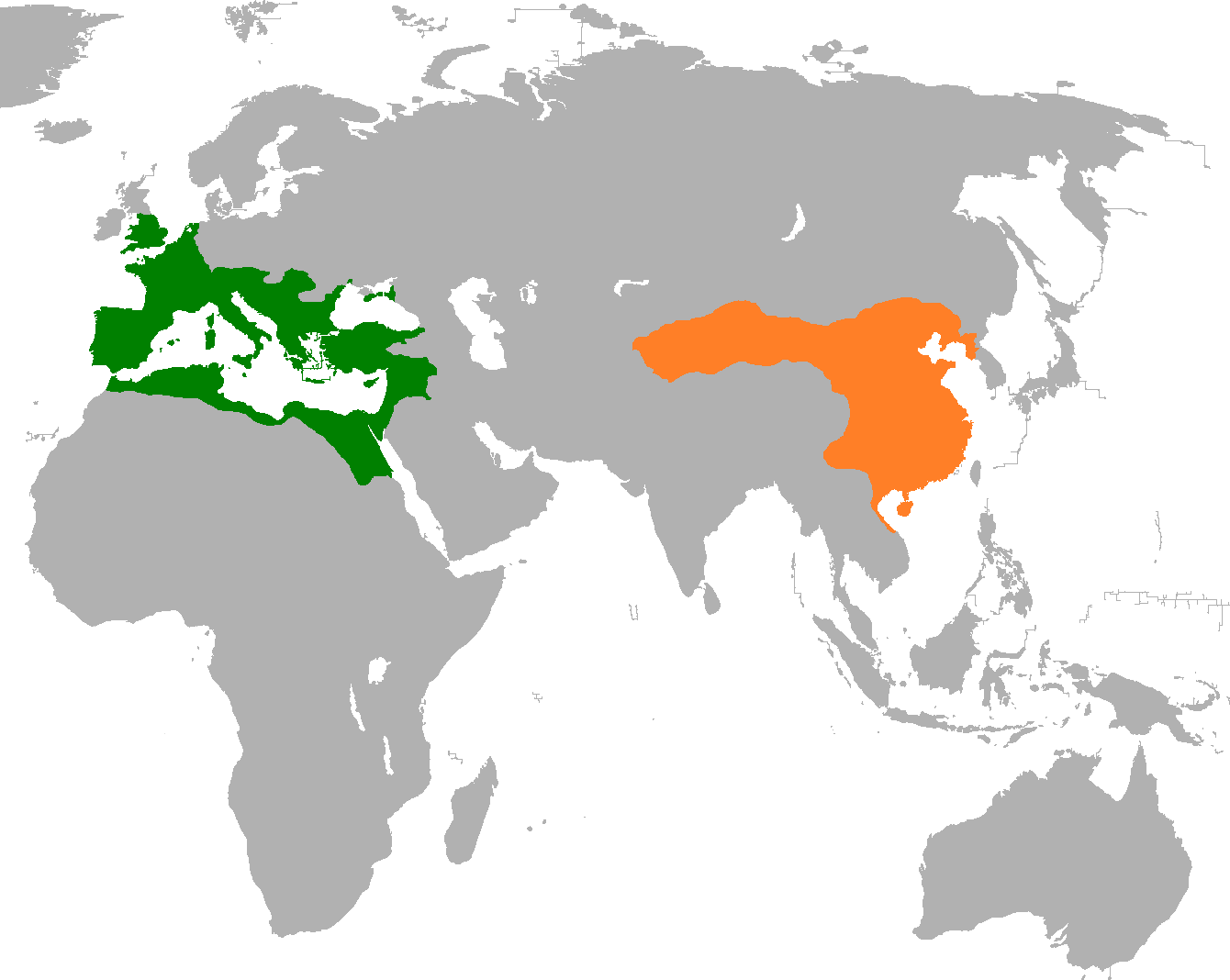
Römisches Reich und Han-China

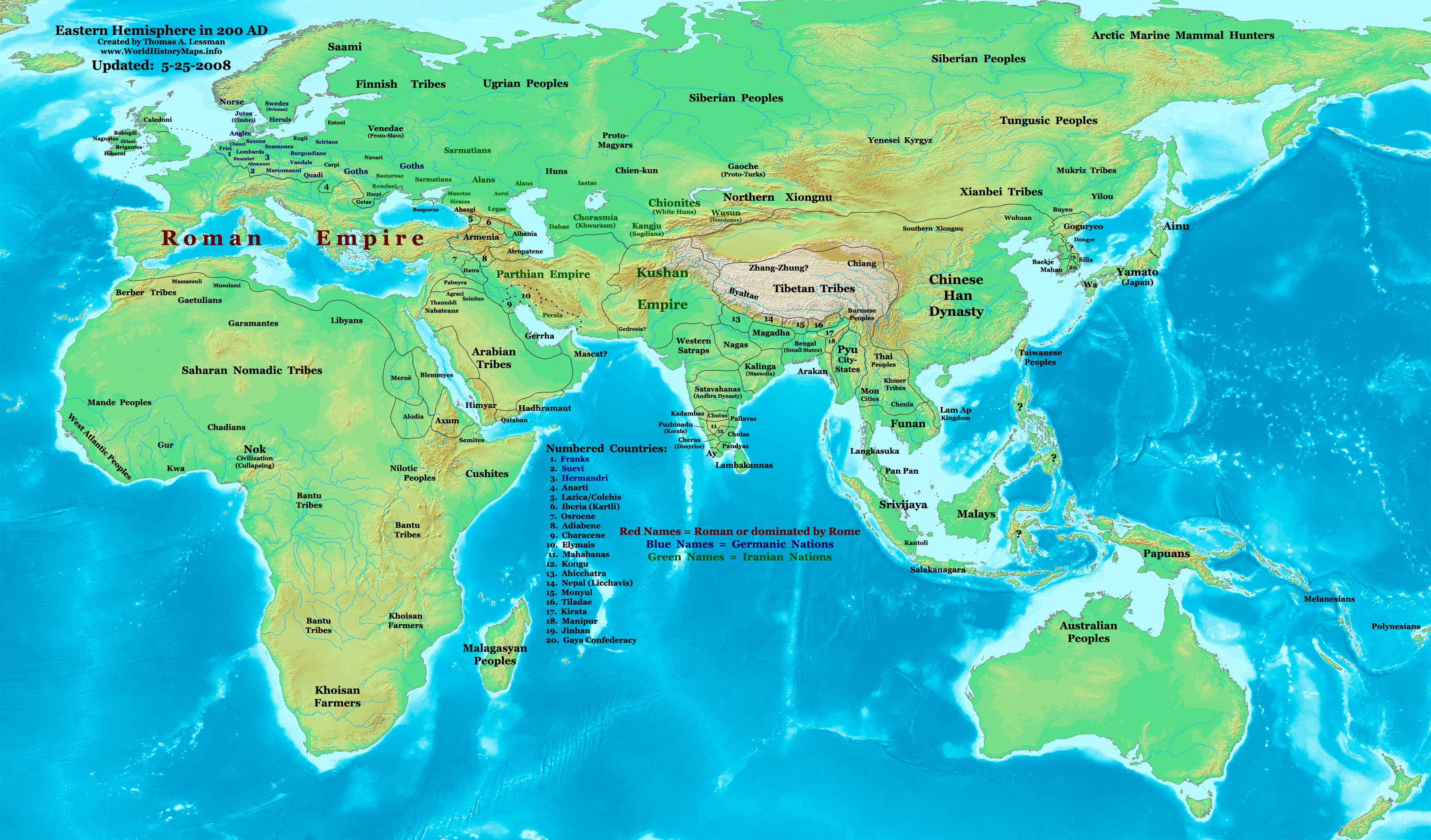
Die beiden Reiche lagen an den gegensätzlichen Enden von Eurasien

Die römisch-chinesischen Beziehungen waren im Verlauf ihrer Geschichte stets indirekter bzw. informeller Natur. Das Römische Reich und Han-China näherten sich im Zuge der römischen Expansion in den Nahen Osten und gleichzeitiger chinesischer Einfälle in Zentralasien allmählich einander an. Die Existenz starker, dazwischenliegender Reiche – wie das Partherreich, das Sassanidenreich und das Kuschanareich – verhinderte aber jedes direkte Aufeinandertreffen der eurasischen Flankenmächte, so dass die gegenseitige Wahrnehmung insgesamt gering und verschwommen blieb, auch wenn es ab dem 2. Jahrhundert n. Chr. vereinzelt zu Reisen römischer Händler nach China kam.
Nur wenige Versuche der direkten Kontaktaufnahme lassen sich antiken chinesischen Aufzeichnungen entnehmen: Im Jahr 97 n. Chr. sandte der chinesische General Ban Chao erfolglos einen Botschafter gen Rom. Die Anwesenheit mehrerer angeblich römischer Abgesandter wurde in chinesischen Hofannalen festgehalten; die erste offizielle diplomatische Mission, die von den römischen Kaisern Antoninus Pius oder Marcus Aurelius ausgegangen sein könnte, soll 166 n. Chr. am chinesischen Hof erschienen sein. Wahrscheinlich handelte es sich bei diesen Römern aber in Wahrheit um Privatleute (siehe unten). Römische Quellen berichten nichts von diplomatischen Kontakten mit China.
Der in aller Regel über zahlreiche Zwischenhändler – vor allem Parther und Sassaniden – abgewickelte Güteraustausch zu Lande (der Chinahandel über die sogenannte Seidenstraße) und über den Seeweg (Indienhandel) hatte vor allen Dingen chinesische Seide und römisches Glas und Qualitätsstoffe zum Gegenstand.
Bei der Auswertung der römischen Quellen ergeben sich zudem Interpretationsschwierigkeiten durch die Mehrdeutigkeit des lateinischen Namens „Seres“, der sich auf eine ganze Reihe asiatischer Völker in einem großen Bogen von Indien (Römisch-indische Beziehungen) über Zentralasien bis China beziehen kann. In chinesischen Quellen war das Römische Reich als „Daqin“ (Großes Qin) bekannt und wurde als eine Art Gegen-China am anderen Ende der Welt aufgefasst, dessen Verständnis von Anbeginn durch die Dominanz mythologischer Vorstellungen über den Fernen Westen erschwert wurde.
Erst in der Spätantike lässt sich unter geänderten Namen eine reale gegenseitige Kenntnis der beiden inzwischen aber geteilten Großreiche nachweisen. Während das nordchinesische Reich der Wei-Dynastie, die aus dem Nomadenvolk der Tabgatsch hervorgegangen war, und seine Nachfolger in spätantiken oströmisch-byzantinischen Quellen als Taugast (nach den Tabgatsch) bezeichnet werden, werden das Oströmische Reich bzw. seine Hauptstadt Konstantinopel, etwa in der nestorianischen Stele von Xi’an, als Fulin bezeichnet. Daqin bezeichnet auf dieser Stele nunmehr hingegen die sassanidische Hauptresidenz Ktesiphon. Zudem finden sich in China spätrömische Goldmünzen aus dem 5. Jahrhundert n. Chr.

## Indirekte Handelsbeziehungen

### Chinesische Seide im Römischen Reich

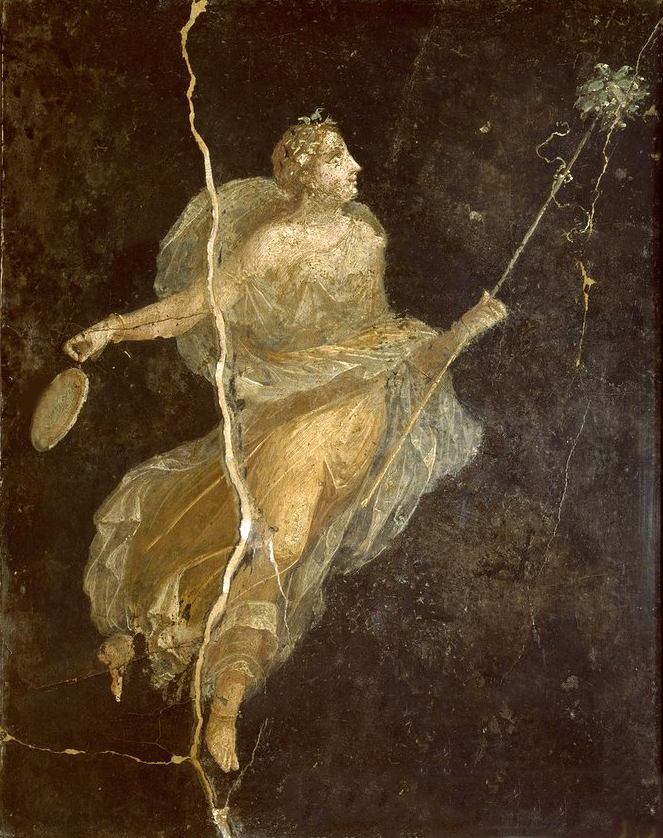
Mänade in Seidenkleid, Nationalmuseum Neapel

Der Handel Roms mit China begann im 1. Jahrhundert v. Chr. (Han Wudi), verstärkt durch die hohe Nachfrage der Römer nach chinesischer Seide. Obwohl die Römer bereits die Koische Seide kannten, hielten sie die chinesische Seidenfaser zunächst für ein pflanzliches Produkt:
„Die Serer (Chinesen) sind berühmt für die wollartige Substanz, die sie aus ihren Wäldern gewinnen; nach dem Einweichen in Wasser schaben sie das Weiße von den Blättern ab […] So vielfältig ist die angewandte Arbeit und so weit entfernt ist die Weltregion, auf die man sich stützt, um den römischen Mädchen zu ermöglichen, in der Öffentlichkeit mit durchsichtiger Kleidung zu protzen.“ (Plinius der Ältere, Naturalis historia VI, 54)
An anderer Stelle klagt Plinius über die hohen Kosten des Seidenimports:
„Niedrig geschätzt nehmen Indien, die Serer und die arabische Halbinsel jährlich 100 Millionen Sesterzen durch unser Reich ein: So viel kosten uns unser Luxus und unsere Frauen.“ (Plinius der Ältere, Naturalis historia XII, 84)
Der römische Senat erließ (wenn auch mit wenig Erfolg) mehrere Edikte, um das Tragen von Seide aus den oben genannten wirtschaftlichen sowie aus moralischen Gründen zu verbieten. Seidenkleider wurden als dekadent und unsittlich angesehen:
„Ich kann Seidenkleider sehen, sofern Stoffe, die weder Körper noch Anstand verbergen, überhaupt Kleider genannt werden können. […] Ganze Mädchenscharen bemühen sich, dass die Ehebrecherin durch ihr dünnes Kleid sichtbar ist und dass ein Ehemann nicht mehr Kenntnis vom Körper seiner Frau hat als irgendein Fremder.“ (Seneca, de beneficiis 7, 9)
Ganz ähnlich lässt Senecas Zeitgenosse Petronius seinen Neureichen Trimalchio die neue Seidenmode beschreiben:
„Roms Burg zerbirst im breiten Schlund des Luxus. […] Schickt sich für Ehefraun ein Hauch von Kleid, nach feiler Dirnen Art ein Florkostüm?“ (Petronius, Satyricon 55, 6)
und:
„Die jedem vertrauten Genüsse reizten nicht mehr, […] um die Wette im Erdenschacht suchte man schimmernde Schätze und Purpurschnecken im Meere. Marmor kam aus Numidien hier, dort Seide aus China […].“ (Petronius, Satyricon 119, 7f. u. 10f.)
Der römische Geschichtsschreiber Florus beschreibt den Besuch zahlreicher Gesandtschaften, darunter auch Serer (vielleicht Chinesen), beim ersten römischen Kaiser Augustus, der zwischen 27 v. Chr. und 14 n. Chr. regierte:
„Jetzt, da all die Völker des Westens und Südens unterworfen waren und auch die Völker des Nordens, […] sandten die Skythen und die Sarmaten Botschafter, um unsere Freundschaft zu ersuchen; die Serer und auch die Inder, die unmittelbar unter der Sonne leben, betrachteten, obwohl sie Elefanten sowie kostbare Steine und Perlen als Geschenke brachten, ihre lange Reise, für deren Bewältigung sie 4 Jahre verbrachten, als größten Tribut, den sie leisteten, und in der Tat bewies ihre Gesichtsfarbe, dass sie unter einem anderen Himmel wohnen.“ (Florus, Epitomae II, 34)
Wahrscheinlich im 1. Jahrhundert n. Chr. öffnete sich eine Schifffahrtsroute von den römisch kontrollierten Häfen in Ägypten und in Nabatäa an der Nordostküste des Roten Meeres über Häfen an den Küsten von Indien und Sri Lanka bis zum chinesisch-kontrollierten Jiaozhi (im heutigen Vietnam, nahe Hanoi).
In der ehemaligen Küstenstadt Óc Eo im Mekong-Delta wurden in den 1940er Jahren hunderte römische Münzen entdeckt. Óc Eo könnte auch identisch sein mit dem bei Claudius Ptolemäus erwähnten Hafen „Kattigara“.

### Römische Exporte nach China

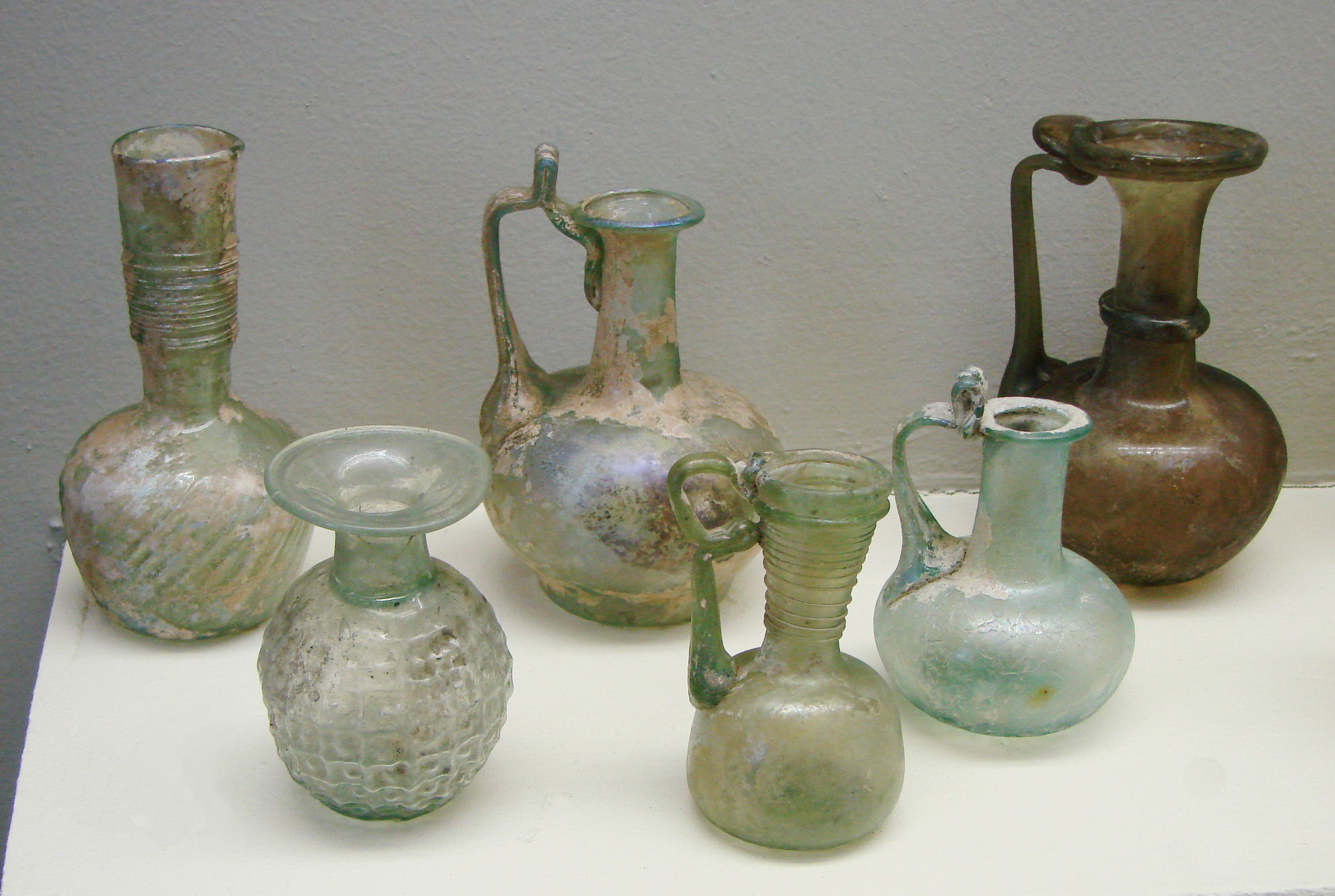
Römisches Glas aus dem 2. Jahrhundert n. Chr.

Hochwertiges Glas aus römischen Manufakturen in Alexandria und Syrien wurde zu vielen Orten in Asien exportiert, darunter auch nach Han-China. Weitere römische Luxusartikel, die von chinesischen Kunden hochgeschätzt wurden, waren goldbestickte Teppiche und goldfarbige Stoffe, Asbest-Stoffe und Byssus, ein Stoff von den seidenähnlichen Haaren bestimmter im Mittelmeer lebender Muscheln.

## Gesandtschaften und Reisen

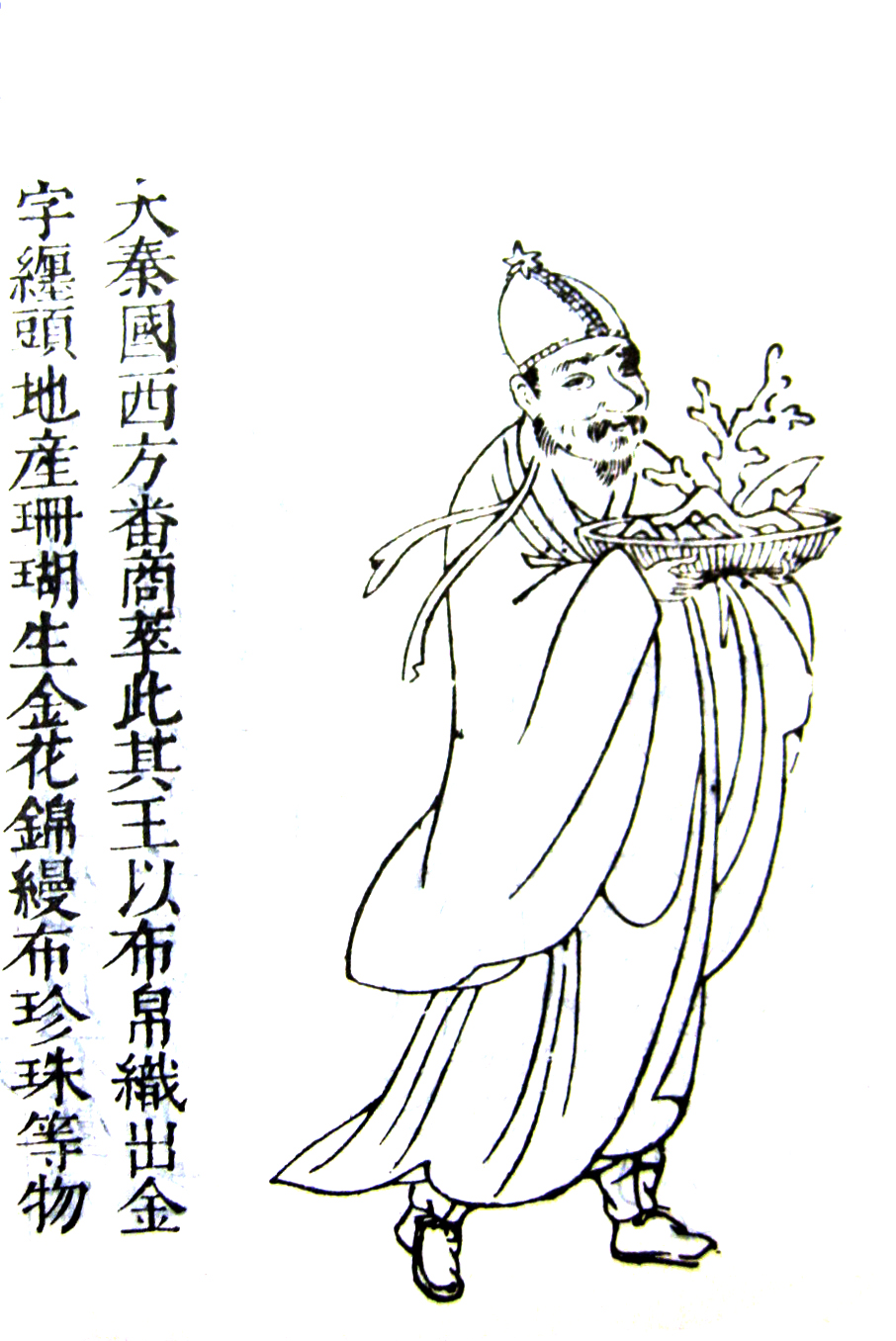
Chinesische Vorstellungen eines Römers im Sancai Tuhui, 1607

### Die Expedition von Ban Chao
Im Jahr 97 n. Chr. überquerte Ban Chao mit einer Armee von 70.000 Mann bei einem Feldzug gegen die Xiongnu, die die Handelsroute attackierten, die heute als Seidenstraße bekannt ist, das Tianshan und den Pamir. Der westlichste Punkt, den er erreichte, war die einstige griechische Polis Antiochia Margiana (Merw), nahe dem parthischen Reich. Von hier aus schickte er angeblich einen Gesandten namens Gan Ying nach Daqin (Rom). Gan Ying hinterließ einen detaillierten Bericht der westlichen Länder, obwohl er nur bis Mesopotamien kam. Er beabsichtigte, durch das Schwarze Meer nach Rom zu segeln, aber einige geschäftstüchtige parthische Händler, die ihre lukrative Rolle als Mittelsmann beim Handel zwischen Rom und China aufrechterhalten wollten, erzählten ihm, die Reise würde noch mindestens zwei Jahre dauern. (Gan Ying war zu diesem Zeitpunkt keine zwei Monate von der Stadt Rom und nur wenige Tage von der römischen Grenze entfernt.) Entmutigt kehrte Gan Ying 98 n. Chr. nach Hause zurück. Er hinterließ aber einen Bericht über Rom (chinesisch Daqin), der sich auf Quellen aus zweiter Hand verlassen haben dürfte. Er lokalisierte es im Westen des Meeres:
„Sein [Roms] Gebiet erstreckt sich über mehrere tausend Li [ein „Li“ entspricht ungefähr einem halben Kilometer] und hat über 400 von Mauern umgebene Städte. Die äußeren Mauern der Städte sind aus Stein. Sie haben Poststationen aufgebaut. […] Es gibt auch Pinien und Zypressen.“ (Hou Hanshu)
Außerdem beschreibt er vielleicht das Adoptivkaisertum (möglicherweise waren aber auch die Konsuln oder Statthalter gemeint) der Kaiser Nerva bzw. Trajan, das Aussehen der Römer und ihre Produkte:
„Was den Herrscher betrifft, so ist er keine dauerhafte Institution, sondern der ehrenwerteste Mann wird erwählt. […] Die Menschen in diesem Land sind groß und haben regelmäßige Gesichtszüge. Sie ähneln den Chinesen, und darum wird das Land Da Qin (das „große“ Qin) genannt. […] Die Erde bringt viel Gold, Silber und seltene Steine hervor, dazu gehört ein Stein, der nachts leuchtet. […] Sie nähen mit Goldfäden gestickte Gewebe, um Wandteppiche und vielfarbigen Damast herzustellen, und sie fertigen einen goldfarbenen Stoff und einen Stoff, der ‚im Feuer gewaschen wird‘ (Asbest).“ (Hou Hanshu)
Schließlich beschreibt er das Imperium Romanum korrekterweise als die Hauptwirtschaftsmacht am westlichen Ende Eurasiens:
„Aus diesem Land kommen all die verschiedenen wunderbaren und seltenen Dinge der ausländischen Staaten.“ (Hou Hanshu)

### Die Ostreisen des Maës Titianus

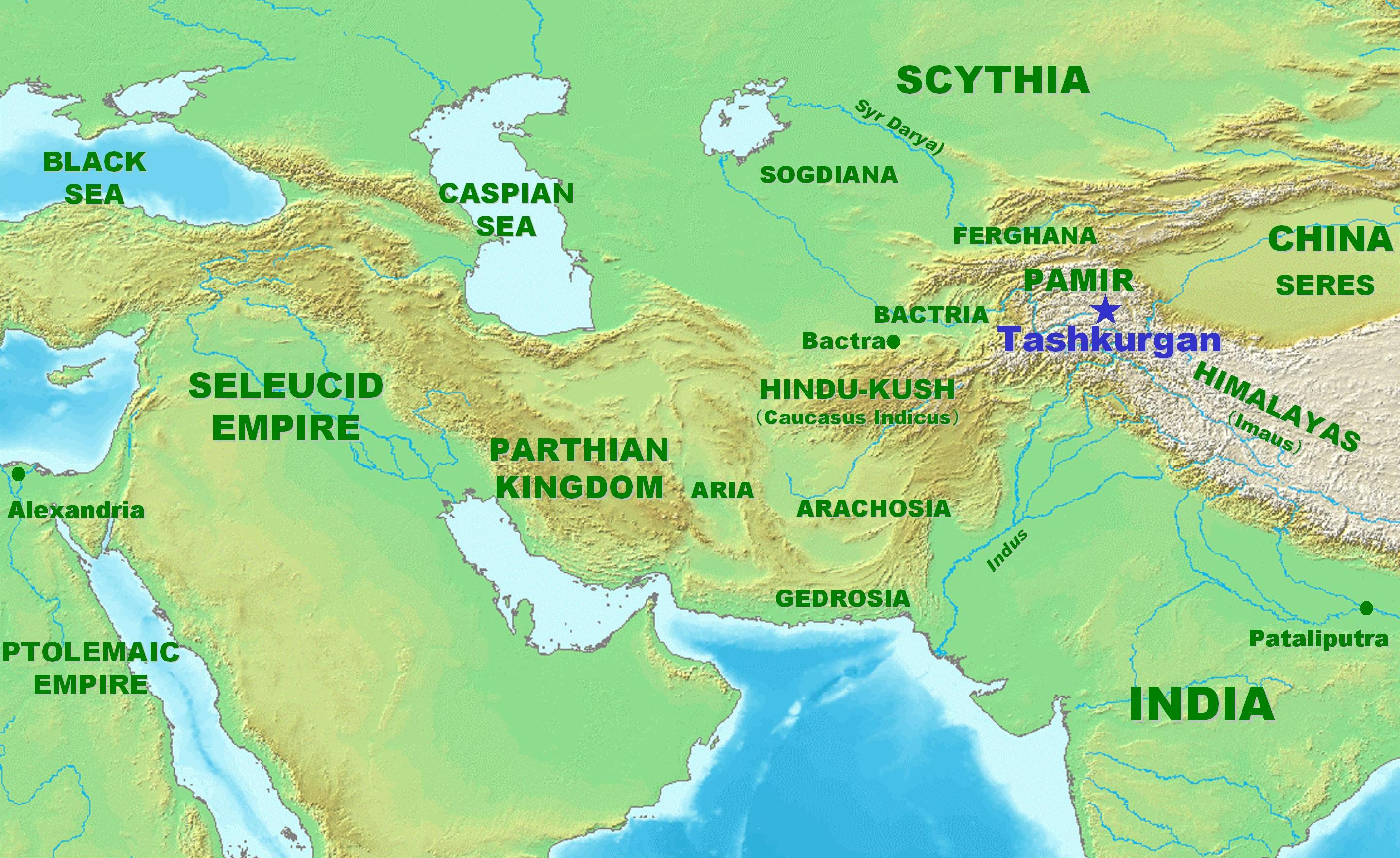
Maës Titianus kam bis Tashkurgan (in der Antike bekannt als die „Steinstadt“), der Pforte nach China (blau).

Der erste antike Reisende aus dem römisch-hellenistischen Kulturraum, der entlang der Seidenstraße von der Welt des Mittelmeeres aus bis in den Fernen Osten vordrang, war, soweit bezeugt (Claudius Ptolemaios, Geographika 1,11,7), der Kaufmann Maës (Maesius?) Titianus. Um das Jahr 100 n. Chr., während einer Pause in den immer wieder aufflammenden Kämpfen Roms mit den Parthern, erreichte seine Gruppe die berühmte Steinstadt Tashkurgan im Pamir, im äußersten Westen Chinas. Ptolemaios, die einzige Quelle, bemerkt zudem knapp, Titianus sei nicht selbst bis ins „Land der Serer“ gelangt, habe aber Männer dorthin entsandt.

### Die erste römische „Gesandtschaft“

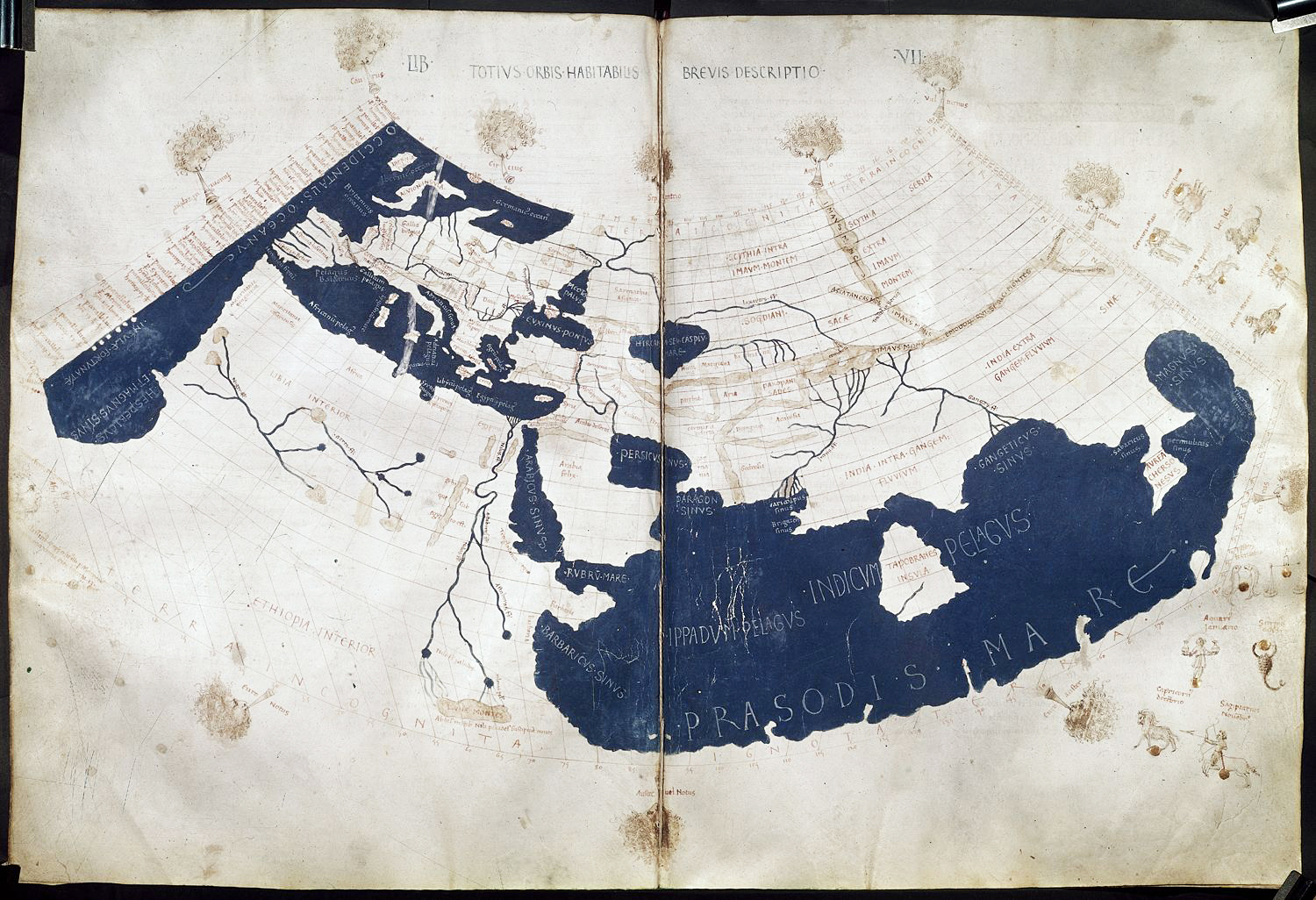
Die Weltkarte des Ptolemäus, aus Ptolemäus Geographia (um 150 n. Chr.) zeigt „Sina“ (China) am äußersten rechten Rand, jenseits der Insel „Taprobane“ (Sri Lanka) und der „Aurea Chersonesus“ (Südostasiatische Halbinsel).

Mit der Expansion des Römischen Reiches in den Nahen Osten während des 2. Jahrhunderts n. Chr. eröffnete sich den Römern die Möglichkeit, Seefahrt und Handel im Indischen Ozean weiter auszubauen. An der Küste Indiens wurden mehrere Häfen ausgegraben, die römische Waren enthielten, die im Rahmen des Indienhandels dorthin gelangt sind. In Arabien und auf Inseln im Persischen Golf wurden römische Soldaten stationiert, um den Osthandel zu überwachen.
Gruppen von Römern reisten damals wahrscheinlich weiter ostwärts, entweder auf römischen, indischen oder chinesischen Schiffen. Die erste Gruppe, die jedenfalls behauptete, eine offizielle Botschaftermission der Römer nach China zu sein, wurde 166 n. Chr. protokolliert, 60 Jahre nach den Expeditionen des chinesischen Generals Ban Chao in Richtung Westen. Die Gesandtschaft kam „von Antun (chinesisch 安敦), König von Daqin (Rom)“ zu Kaiser Huan aus der Han-Dynastie. Da Antoninus Pius 161 n. Chr. starb und das Reich seinem Adoptivsohn Mark Aurel (Marcus Aurelius Antoninus) hinterließ, bleibt unsicher, wer die Mission letztendlich entsandte, da beide Kaiser „Antoninus“ genannt wurden – sofern es sich überhaupt um eine offizielle Mission handelte.

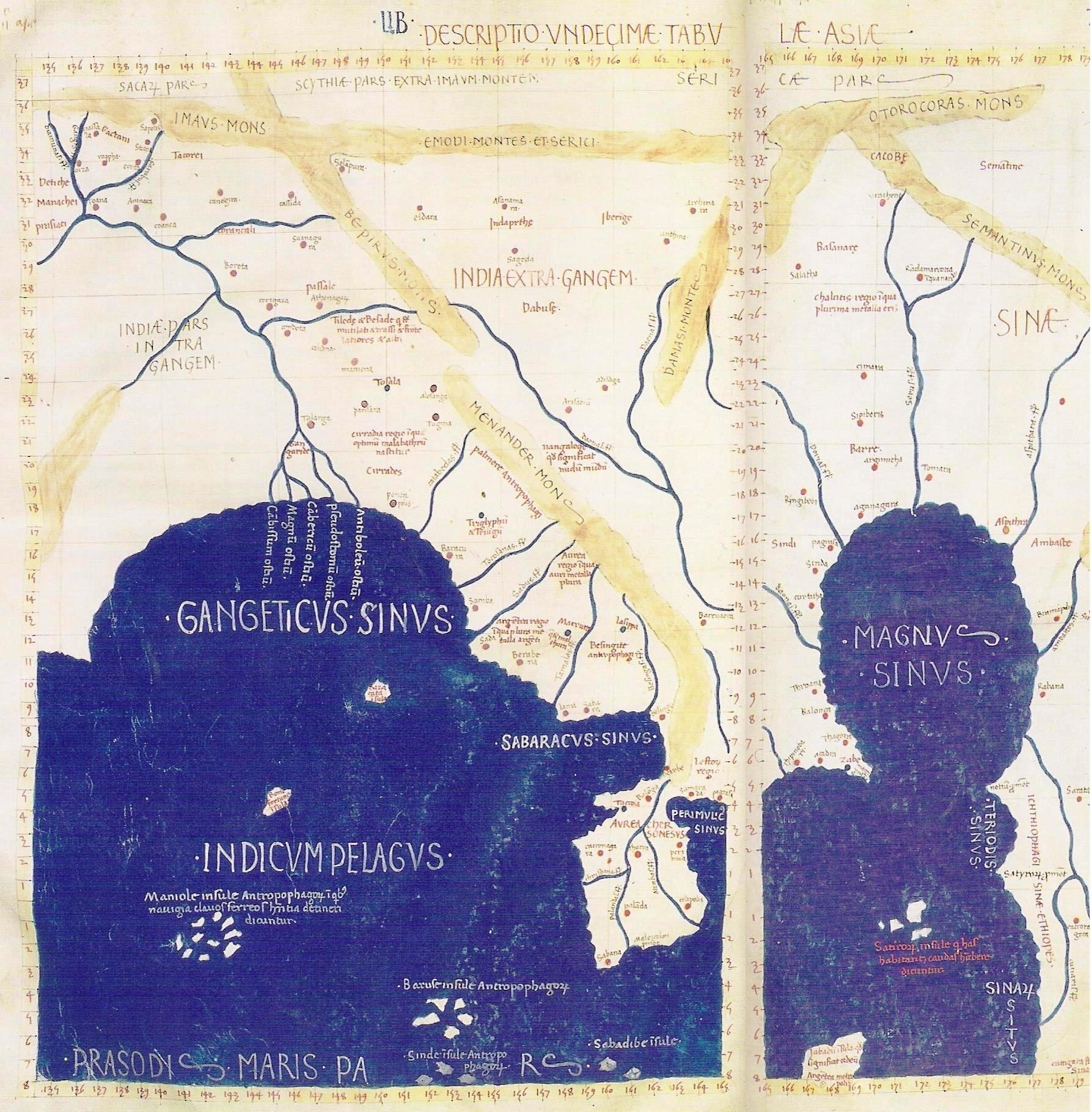
Asien im Detail auf der Weltkarte des Ptolemäus: Links der Golf des Ganges, in der Mitte die südostasiatische Halbinsel, rechts das Chinesische Meer mit „Sina“ (China).

Die besagten Römer kamen aus dem Süden (daher wahrscheinlich über das Meer) und betraten China über die Grenze von Jinan oder Tonkin. Eine weitere Tatsache, die dafür spricht, dass die Gesandtschaft über das Meer nach China kam, ist, dass zu dieser Zeit in Anxi (Partherreich) die Pest wütete. Als Geschenke brachten die Römer Rhinozeroshörner, Elfenbein und Schildpatt, die sie wahrscheinlich zuvor in Südasien erworben hatten. Der chinesische Schreiber bemängelt, dass keine Edelsteine unter den Geschenken waren, und vermutet, dass diese von den Gesandten unterschlagen worden seien. Die Ärmlichkeit der Geschenke sowie die vollständig fehlende Erwähnung der Mission in römischen Quellen deutet aber darauf hin, dass die Gesandtschaft in Wahrheit wohl nicht offiziell war. Möglicherweise benutzten einige (syrische?) Kaufleute den Titel einer angeblich hochherrschaftlichen Mission, um höhere Gewinne zu erzielen. Ungefähr zur selben Zeit, möglicherweise durch diese Gesandtschaft, erwarben die Chinesen eine Abhandlung über Astronomie von den Römern.
Die Existenz Chinas war den römischen Kartographen dieser Zeit nicht klar bekannt. Zwar ist ein Land „Sina“, das in Name und Lage China entspricht, in Claudius Ptolemäus’ Geographia (entstanden um 150 n. Chr.) dargestellt. Auf der Karte ist „Sina“ jenseits der Aurea Chersonesus („Goldene Halbinsel“) lokalisiert, die zur Südostasiatischen Halbinsel gehört.
Auf der Karte liegt „Sina“ am Magnus Sinus („Großer Golf“), der vermutlich den zu dieser Zeit bekannten Gebieten des Chinesischen Meeres entspricht; allerdings zeigt Ptolemäus, dass es nach Südosten ausgerichtet ist statt nach Nordosten. Vom 2. Jahrhundert an gab es umfangreichen Handel über den Indischen Ozean. In Indien und Sri Lanka wurden entlang der Route, die die römische Mission einschlug, viele Handelshäfen mit Verbindungen zu römischen Gemeinden entdeckt.
Auf der anderen Seite ist aber auch getrennt davon ein „Land der Serer“ mit der Hauptstadt Sera Metropolis nordwestlich davon eingezeichnet, das ebenfalls mit China identifiziert wird, bei Ptolemäus aber als benachbartes, aber eigenes Land erscheint. Den Römern erschien das über den Landweg erreichbare China ein anderes zu sein, als das auf dem Seeweg erreichbare.

### Weitere römische „Gesandtschaften“
Nach dieser ersten Begegnung könnten weitere Gesandtschaften entsandt worden sein, die aber nicht protokolliert wurden, bis ein Bericht Geschenke beschreibt, die im frühen 3. Jahrhundert n. Chr. vom römischen Herrscher zu Kaiser Cao Rui (herrschte von 227–239 n. Chr.) aus der Wei-Dynastie nach Nordchina gesandt worden seien. Die erneut sehr bescheidenen Geschenke bestanden aus Glasartikeln in einer Vielfalt von Farben. Obwohl während dieser Zeit mehrere römische Kaiser regierten, dürfte die Gesandtschaft, sofern authentisch, unter Kaiser Alexander Severus (222–235) abgereist sein, da seine Nachfolger nur kurz regierten und mit Bürgerkriegen beschäftigt waren. Eine weitere Gesandtschaft aus Daqin, die dem Chinesischen Reich Geschenke brachte, wird für das Jahr 284 protokolliert. Diese Gesandtschaft wurde ggf. entweder von Kaiser Probus oder von dessen Nachfolger Carus entsandt.
Wie bereits im Falle der „Gesandtschaft“ von 166 liegt allerdings der Verdacht nahe, dass es sich bei den fraglichen Römern nicht um Diplomaten handelte, sondern um private Kaufleute, die lediglich angaben, wer zur Zeit ihrer Abreise gerade über das Imperium Romanum herrschte. Ob sie sich als kaiserliche Botschafter ausgaben, ist unklar. Sicher ist nur, dass die chinesischen Quellen sie als offizielle Gesandte der Römer auffassten, vielleicht um den Ruhm des eigenen Reiches zu vergrößern.

## Hypothetischer Kontakt zu Lande

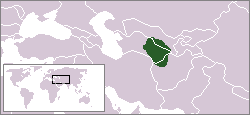
Römische Kriegsgefangene aus der Schlacht bei Carrhae wurden von den Parthern in den Osten ihres Reichs nach Margiana gebracht.

Der römische Gelehrte Plinius der Ältere berichtet, dass 10.000 römische Kriegsgefangene nach der Schlacht bei Carrhae (53 v. Chr.) von den Parthern nach Margiana gebracht wurden und dort beim Bau der Stadtmauer Fronarbeit leisteten:
„Zu diesem Ort [Margiana] führte Orodes die Römer, die die Niederlage des Crassus überlebt hatten.“ (Plinius der Ältere, Naturalis historia VI, 18)
Der amerikanische Sinologe Homer H. Dubs, der damals in Oxford lehrte, entwickelte 1941 ausgehend von einer chinesischen Quelle die These, einige dieser römischen Soldaten könnten später in Zentralasien mit han-chinesischen Truppen zusammengestoßen sein. Einige Jahre nach Carrhae etablierte der nomadische Xiongnu-Häuptling Zhizhi östlich von Margiana ein Reich im Talas-Tal, nahe dem heutigen Taras (Kasachstan). Ein chinesischer Bericht erzählt von ungefähr hundert Männern, die 36 v. Chr. unter dem Kommando von Zhizhi in einer „Fischschuppen-Formation“ dessen Palisadenfestung in der Schlacht von Zhizhi gegen die Han-Truppen verteidigten. Dubs wertet diese Beschreibung als einen Hinweis auf die typisch römische Schildkrötenformation (testudo) und äußert die Vermutung, dass die von den Chinesen gefangen genommenen Kämpfer anschließend das Dorf Liqian (Li-chien) in Yongchang gründeten.
Dubs’ Hypothese wird von der Geschichtsforschung als hochspekulativ und seine Beweisführung als lückenhaft abgelehnt. Zwar wies eine DNA-Analyse 2005 bei einigen heutigen Einwohnern von Liqian tatsächlich überwiegend europäisches Gengut nach, aber dieses könnte auch von anderen transethnischen Verbindungen entlang der stark frequentierten Seidenstraße stammen. Eine 2007 veröffentlichte, weit umfangreichere DNA-Analyse von mehr als zweihundert männlichen Ortsbewohnern ergab eine enge genetische Verwandtschaft zur han-chinesischen Bevölkerung und eine große genetische Distanz zu westeurasiatischen Populationen. Die Studie gelangt zu dem Ergebnis, dass die Dorfpopulation wahrscheinlich han-chinesischer Herkunft ist. Zudem fehlen eindeutige archäologische Spuren römischer Präsenz im Gebiet.
Einer anderen, neuen Hypothese von Christopher Anthony Matthew zufolge soll es sich bei diesen Kriegern nicht um Römer bzw. Legionäre mit ihrer Schildkrötenformation handeln, sondern möglicherweise um Nachfahren der Überreste der Armee Alexanders des Großen, welche sich teilweise in Asien in Garnisonen und Siedlungen ansiedelten und sich Kultur und Kampfweise (Hopliten in Phalanxformation) ihrer Vorfahren, der Griechen und Makedonen, bewahrt haben könnten.
Nach einem Zeitungsbericht aus dem Dezember 2014 ist die Geschichte unter den Bürgern von Liqian bis heute lebendig. „Sie sind stolz auf das, was sie als ihr römisches Erbe betrachten, und verkleiden sich neuerdings auch gerne mal als Legionäre“.

## Komparatistik
In der modernen historischen Forschung werden in neuerer Zeit neben der (indirekten) Kontaktgeschichte beider Reiche auch vergleichend verschiedene Entwicklungen in Rom und China untersucht. Auffällig sind Ähnlichkeiten auf der Ebene der „Staatlichkeit“ des jeweiligen Imperiums (mit städtischen Zentren, Handelsnetzen, einer strukturierten Verwaltung und einem stehenden Militär etc.), dem imperialen Selbstverständnis (speziell hinsichtlich des Kaisertums) und der Reflexion in der jeweils zeitgenössischen Geschichtsschreibung. Dies fällt auch hinsichtlich einer vergleichbaren Bedrohungslage an den Grenzen auf: Sowohl für Rom als auch für China handelte es sich bei den Gegnern von außerhalb des jeweiligen Kulturkreises (mit Ausnahme des Sassanidenreichs, das eine nicht unwichtige Mittlerfunktion spielte) um „Barbaren“, die man versuchte militärisch zu besiegen, ruhigzustellen (siehe heqin) bzw. einzubinden. In beiden Fällen spielten diverse fremde Gruppen auch eine Rolle bei Zusammenbruch der Reichsherrschaft (bzw. im Fall Roms beim Untergang des Westreichs 476).